# Území závislé na patriarchovi – Súdán a Jižní Súdán
Území závislé na patriarchovi – Súdán a Jižní Súdán je území závislé na katolickém patriarchovi syrské katolické církve.

## Historie
Roku 1997 bylo zřízeno Území závislé na patriarchovi – Súdán.
Roku 2013 bylo přejmenováno na Súdán a Jižní Súdán.
K roku 2015 mělo území 50 věřících.

## Seznam protosyncelů
- Clément-Joseph Hannouche (od 1997), také biskup Káhiry.